# Rhynchophalera signata
Rhynchophalera signata är en fjärilsart som beskrevs av Aurivillius 1904. Rhynchophalera signata ingår i släktet Rhynchophalera och familjen tandspinnare. Inga underarter finns listade.